# Лаи
Лаѝ (на френски Laï) е град в Чад, столица на региона Танджиле. Населението му е 19 382 души по данни от проброяването през 2012 г. Надморската височина е около 360 m.

## Побратимени градове
Побратимен е с град Сен Пиер на остров Мартиника.